# Persuasão
Persuasão é uma estratégia de comunicação que consiste em utilizar recursos emocionais ou simbólicos pra induzir alguém a aceitar uma ideia, uma atitude, ou realizar uma ação.
É o emprego de argumentos, legítimos ou não, com o propósito de conseguir que outro(s) indivíduo(s) adote(m) certa(s) linha(s) de conduta, teoria(s) ou crença(s).
Segundo Aristóteles, a retórica é a arte de descobrir, em cada caso particular, os meios disponíveis de persuasão.

## No âmbito jurídico
A persuasão pode ocorrer de maneira pacífica (verbalmente) ou até mesmo de maneira quase coercitiva (com o uso de graves ameaças e/ou uso de violência).
O ato de persuadir alguém nem sempre depende de uma mente "superior" em detrimento de outra "inferior". Pode acontecer para fins inocentes, mas, dependendo do seu objeto e forma de manipulação, pode acarretar efeitos jurídicos e configurar crime.
De acordo com o preceito primário:

Quem, de qualquer modo, concorre para o crime incide nas penas a este cominadas, na medida de sua culpabilidade— artigo 29 (caput) Código Penal Brasileiro (Dec. Lei 2.848/1940)
Isto é, é perfeitamente possível que alguém responda por crime alheio, uma vez que houve "nexo causal" (relação entre causa e efeito) entre a persuasão e o delito.
Vale ressaltar, ainda na seara jurídica, que persuadir (em forma de coação) alguém a fazer algo que a lei não permita ou que ela não obrigue, também é crime.
Constranger alguém, mediante violência ou grave ameaça, ou depois de lhe haver reduzido, por qualquer outro meio, a capacidade de resistência, a não fazer o que a lei permite, ou a fazer o que ela não manda.— Art. 146 Código Penal Brasileiro

## Alguns métodos de persuasão
Elementos persuasivos

### Mediante o apelo à emoção
- Retórica
- Fé
- Tradição
- Propaganda
- Publicidade
- Copywriting
- Controle mental
- Valores